# Puchar Czarnogóry w piłce nożnej 2007/2008
Puchar Czarnogóry w piłce nożnej 2007/2008 – drugi turniej o puchar tego kraju. Zdobywca trofeum awansował do eliminacji Pucharu UEFA. W tej edycji wystąpiły 32 drużyny.
Obrońcą trofeum był Rudar Pljevlja, który w finale poprzedniej edycji pokonał Sutjeska Nikšić 2:1.
Zwycięzcą została drużyna Mogren Budva, która w spotkaniu finałowym wygrała po rzutach karnych z Budućnosti Podgorica. W regulaminowym czasie gry było 1:1.

## 1/16 finału
2 października 2007
|                    |   |                     | Razem     |
| ------------------ | - | ------------------- | --------- |
| Grafičar Podgorica | - | Budućnost Podgorica | 0:2 (0:1) |

3 października 2007
|                        |   |                          | Razem           |
| ---------------------- | - | ------------------------ | --------------- |
| Ribnica Konik          | - | OFK Bar                  | 1:1 (0:0) K 5:6 |
| Mornar Bar             | - | Mladost Podgorica        | 0:1 (0:1)       |
| FK Pljevlja 97         | - | Mogren Budva             | 0:5 (0:4)       |
| FK Zabjelo             | - | Lovćen Cetinje           | 0:0 K 2:4       |
| FK Otrant              | - | Jezero Plav              | 1:1 (0:0) K 5:3 |
| Bokelj Kotor           | - | FK Berane                | 1:1 (0:1) K 2:5 |
| Arsenal Tivat          | - | Jedinstvo Bijelo Polje   | 0:0 K 4:1       |
| Grbalj Radanovići      | - | Čelik Nikšić             | 4:0 (2:0)       |
| Zeta Golubovci         | - | Tekstilac Bijelo Polje   | 3:1 (3:0)       |
| Ibar Rožaje            | - | Crvena Stijena Podgorica | 1:0 (0:0)       |
| OFK Petrovac           | - | FK Gusinje               | 3:0 (1:0)       |
| Decic Tuzi             | - | FK Bratstvo              | 3:0 (2:0)       |
| Prvijenac Bijelo Polje | - | Kom Podgorica            | 0:3 (0:1)       |

## 1/8 finału
24 października 2007 i 7 listopada 2007
|                   |   |                     | 1. mecz | 2. mecz     | Razem |
| ----------------- | - | ------------------- | ------- | ----------- | ----- |
| Grbalj Radanovići | - | OFK Bar             | 7:0     | 0:2         | 9:0   |
| Rudar Pljevlja    | - | Decic Tuzi          | 1:0     | 2:0         | 3:0   |
| Mladost Podgorica | - | Zeta Golubovci      | 0:1     | 0:0         | 0:1   |
| Kom Podgorica     | - | Budućnost Podgorica | 0:3     | 0:3         | 0:6   |
| Ibar Rožaje       | - | FK Berane           | 0:1     | 2:3         | 2:4   |
| Lovćen Cetinje    | - | OFK Petrovac        | 0:2     | 3:1         | 4:4   |
| Arsenal Tivat     | - | FK Otrant           | 2:0     | 0:2 (K 3:2) | 4:4   |

24 października 2007 i 28 listopada 2007
|                 |   |              | 1. mecz | 2. mecz | Razem |
| --------------- | - | ------------ | ------- | ------- | ----- |
| Sutjeska Nikšić | - | Mogren Budva | 1:1     | 0:1     | 1:2   |

## Ćwierćfinały
5 grudnia 2007 i 12 grudnia 2007
|                     |   |                   | 1. mecz | 2. mecz     | Razem |
| ------------------- | - | ----------------- | ------- | ----------- | ----- |
| Budućnost Podgorica | - | Zeta Golubovci    | 0:0     | 2:1         | 2:1   |
| Rudar Pljevlja      | - | Grbalj Radanovići | 0:0     | 2:0         | 2:0   |
| Arsenal Tivat       | - | FK Berane         | 1:1     | 1:1 (K 3:4) | 2:2   |
| Mogren Budva        | - | OFK Petrovac      | 0:0     | 1:0         | 1:0   |

## Półfinały
2 kwietnia 2008 i 16 kwietnia 2008
|              |   |                     | 1. mecz | 2. mecz | Razem |
| ------------ | - | ------------------- | ------- | ------- | ----- |
| FK Berane    | - | Budućnost Podgorica | 0:0     | 0:4     | 0:4   |
| Mogren Budva | - | Rudar Pljevlja      | 0:0     | 1:0     | 1:0   |

## Finał
7 maja 2008
Miejsce meczu:Stadion Pod Goricom
| Budućnost Podgorica | - | Mogren Budva | 1:1 (K 5:6) |

Mogren Budva zdobył Puchar Czarnogóry i awansował do eliminacji Pucharu UEFA.